# Batton Lash

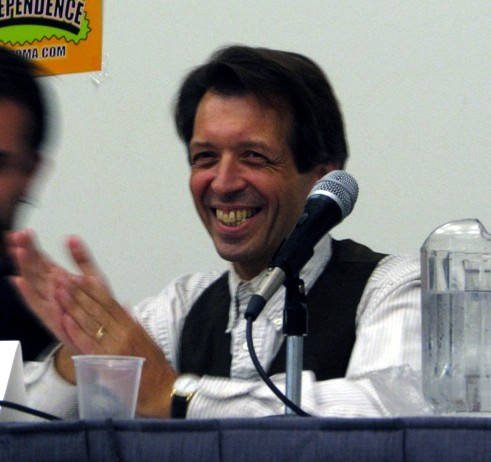
Batton Lash (2007)

Batton Lash (* 29. Oktober 1953 in Brooklyn; † 12. Januar 2019 in San Diego) war ein US-amerikanischer Comicautor und -redakteur.

## Karriere
1979 begann er Wolff and Byrd, Counselors of the Macabre zu schreiben und zu zeichnen, die erstmals als wöchentlicher Zeitungsstreifen in The Brooklyn Paper und The National Law Journal erschienen. Es wurde in Supernatural Law umbenannt, als es 1994 unter Lash’s Imprint Exhibit A Press den Sprung zu abendfüllenden Comicgeschichten machte. Später wurde es als Webcomic und als digitales Buch erhältlich gemacht.
Er schrieb Radioactive Man für Bongo Comics. Dafür erhielt er einen Eisner Award für die beste humoristische Publikation.
Im März 2010 arbeitete Lash mit dem Schriftsteller James D. Hudnall an einem Webcomic, der Präsident Barack Obama, "Obama Nation", auf Andrew Breitbarts Website BigHollywood.com kritisiert.
Im Jahr 2011 kritisierten der MSNBC-Kommentator Lawrence O’Donnell und andere einen der Streifen als rassistisch, weil er First Lady Michelle Obama und Präsident Obama auf eine Weise karikierte, die Afroamerikaner stereotypisiert.
Er wurde 2003 für zwei Harvey Awards nominiert und gewann 2009 den Benjamin Franklin Award for Graphic Novel der Independent Book Publishers Association.
Am 12. Januar 2019 starb Lash im Alter von 65 Jahren an Hirntumoren.

## Auszeichnungen
- 2003: Mister Negativity and Other Tales of Supernatural Law — Harvey Award for Humor nomination
- 2003: Supernatural Law #35 — Harvey Award nomination for Best Single Issue
- 2009: The Soddyssey, And Other Tales of Supernatural Law — Independent Book Publishers Association’s Benjamin Franklin Award for Graphic Novel